# Jobbágy

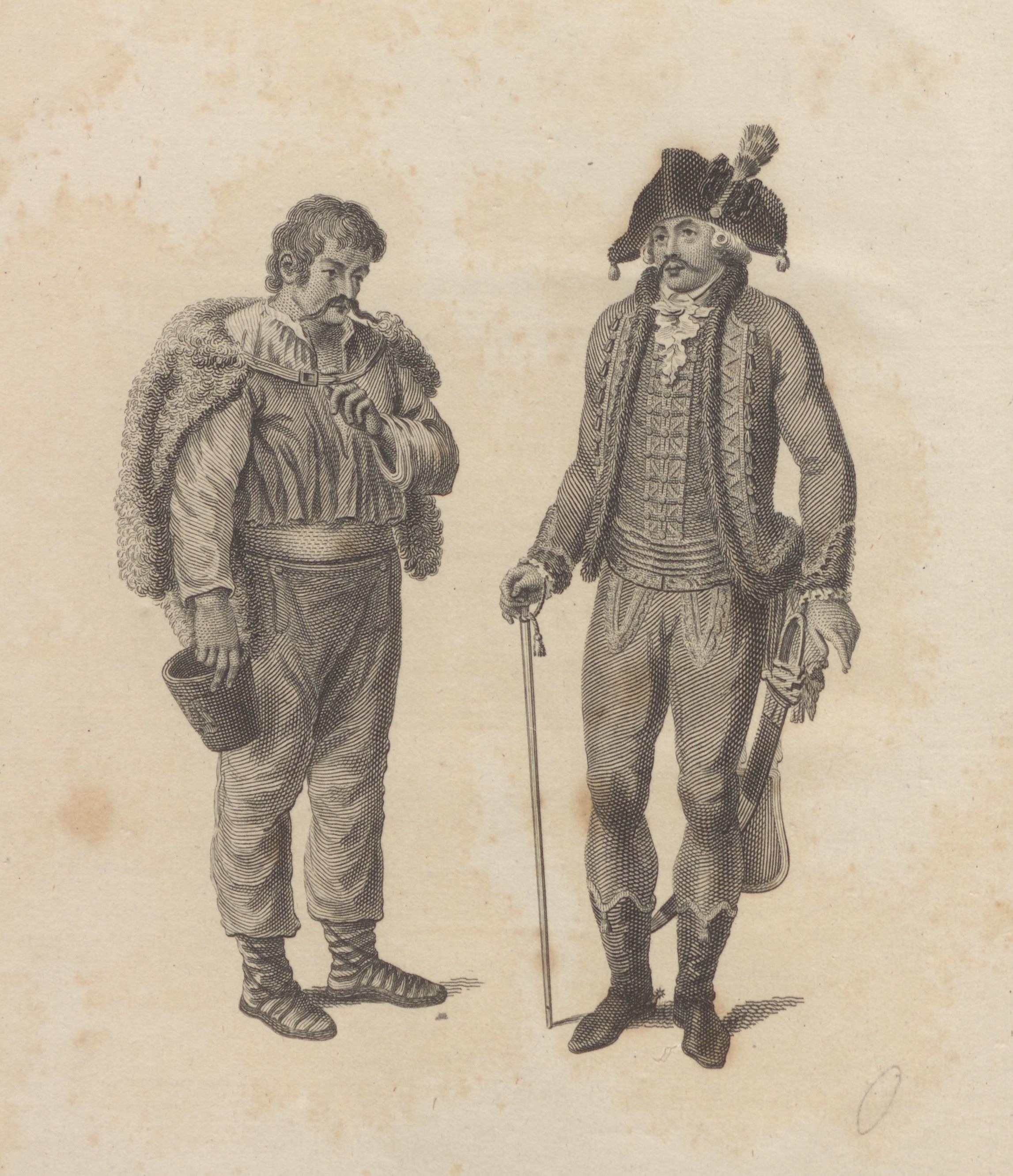
Magyar jobbágy és nemes II. József korában

A jobbágy  fogalma a Magyar Királyságban való megjelenése után jelentős változáson ment keresztül: kezdetben a királyt szolgáló előkelőket jelentette, a középkor végén pedig a használt földje után járulékokkal, azaz termény- és pénzadóval, valamint szolgáltatásokkal tartozó telkes parasztot jelentett. A jobbágy a föld szerinti járulékainak kötelezettségei mellett többféle személyi függésben is lehetett. A használt földterület jogai szabták meg a föld szerinti függéseket, jobbágynak is lehetett szabad földje, illetve nemesség is birtokolhatott jobbágyi jogú földet.

## Előzmények

### A jobbágy szó eredete
A szó etimológiája a 'jó' melléknév középfokjeles alakjából jött létre '-gy' kicsinyítő képzővel. Eredeti jelentése valamely néposztály legkiválóbbjai közül az alacsonyabb csoporthoz tartozó személy lehetett. István király törvényeiben a katonáskodás („várjobbágyok”) valóban az uralkodó réteg minores részeként szerepel.
Más feltételezés szerint a név a régi türk jabgu címből ered, ami a kazárok közvetítésével került a magyarokhoz.
A rendi szemléletet, a „vérével adózó” magyar nemes értékítéletét tükrözi az az egykorú etimologizálás, miszerint a honfoglalás után a fegyveres harcot nem vállaló szabad rétegek közül azok lettek jobbággyá, akik – önként lemondva szabadságukról – inkább az adózást választották (eszerint 'jobbágy = jobb adj'). Ezt azonban teljesen cáfolja az a tény, hogy az államalapítás idején kizárólag a szabad harcos katonaelemet nevezték jobbágynak.

### Várjobbágyok a királyi vármegyerendszer idején
Az államszervezés idején a királyi vármegyék egyik katonaelemét – a királyi szerviensek mellett –, az ispán vezetésével hadba vonuló várjobbágyokat nevezték így és az egyházi fegyvereseket. Ezek a rétegek kiemelkedtek a munkával és szolgáltatással tartozó, legtöbbször szolga állapotú várnépek és szolgálónépek közül. Eredetük a honfoglalás kori harcos középréteg, ekkor is ők alkották a társadalom középrétegét, később egy részükből alakult ki a magyar nemesség alsó rétege, a köznemesség, másik része a jobbágyparasztság része lett, amelynek nevét is átadta.
A 11. századtól pedig a király kíséretét adó előkelőket is így nevezték.

## A jobbágyság kialakulása
A jobbágyság előzménye az Árpád-kori magánbirtokokon élő szolgálók voltak, akiknek csak egy része volt szolgai állapotú (servus), egy másik része már saját gazdasággal rendelkezett, mely után adót fizetett. Ezek magyar neve uhug volt, latinul liberek, libertinusok. Az adót részben terményben, részben pénzben fizették (cenzus). A földesúr saját tulajdonában lévő birtokrészen, a praediumon (vagy allódium) szolgálók tehát elkülönültek a „szabadoktól”, akik csak adóztak. Lehetséges, hogy ezek a félig rabszolgastátuszú egyének, akik közös szállásokon laktak, és az úrtól ellátást kaptak, hadjáratokból szerzett foglyok, tehát részben nem is magyarok voltak.
Azonban ahogy a magánbirtokok száma és nagysága nőtt (közben persze a népesség is), úgy növekedett a liberek száma is, így alakult ki a jobbágyság intézménye. A 13. században a jobbágy szó ugyanis leértékelődött, és a földesúri hatalom alatt élő népek egységesülésével immár a saját termelőeszközökkel rendelkező, az úrtól különféle ellenszolgáltatások fejében kapott földön (jobbágytelek) önállóan gazdálkodó parasztok gyűjtőneve lett. Ebbe a rétegbe kerültek tehát felemelkedés útján a korábbi (rab)szolga állapotú vagy többé-kevésbé szabad, felszabadított rétegek a várnépek és a királyi udvarházak udvarnokai közül. Szabadságaikat az ebbe a rétegbe részben beolvadó, Nyugat-Európából bevándorló telepesek (hospesek) hozták magukkal, akik korábbi lakóhelyükön már átmentek a megfelelő társadalmi átalakuláson. Lesüllyedés útján került ugyanakkor a jobbágyok közé a királyi vármegyék katonáinak, a várjobbágyoknak egy része (innen a név is). Mindent összevéve a jobbágyság az ebbe a rétegbe kerülők többsége számára társadalmi emelkedést jelentett.
Ez a folyamat nagyjából Károly Róbert idején fejeződött be, amikor is a szabad (liber) parasztság mozgékonysága lökést adott a mezővárosok kialakulásának is.

## Az 1351-es törvények
A 14. század elején még meglehetősen szabályozatlan volt a szolgálók státusza. Egyesek továbbra is a praediumon dolgoztak szolgaként, önálló gazdaság nélkül, a többség azonban már telke arányában fizetett adókat, ám hogy mennyit, az nem volt központilag szabályozva, ahogy az sem, hogy terményben vagy pénzben kell-e adózniuk.

Az egyértelmű szabályozást Nagy Lajos király 1351-es törvényei jelentették. Ekkortól beszélhetünk tehát a már korábban létrejött nemesség mellett jobbágyságról is. A törvény őket telkük arányában ún. úrbéri szolgálatra kötelezte. Az egyház részére a termés egytizedét kellett adniuk (dézsma), a fennmaradó rész tizede (kilenced) pedig a földesúrnak járt, terményben, vagy pénzben. Ahogy a városok és a pénzgazdálkodás fejlődött, a jobbágyok egyre inkább csak pénzben akartak adózni, hogy a terményt a vásárokon jó pénzért eladhassák. Ezen felül a jobbágyok adott mennyiségű ingyenmunkára voltak kötelezve az allódiumon, ez volt az ún. robot, illetve különleges alkalmakkor (pl. a földesúr családi eseményei) ajándékokkal kellett szolgálniuk. 
Elmarad a paraszt, az időt úgyszólván lopva, termesztett gabonája mívelésével vagy betakarításával. De letöltötte szolgálatját, s most már fordíthat vagy két napot öngazdaságára. Ekkor jön a vármegye hajdúja, s hajtja útcsinálni, melytől vámot csak ő fizet, vagy amely tőle távol esvén, neki soha hasznára nem lesz, azért, hogy a mágnás s nemes oknélküli útjait gyorsabban tehesse, s a közelebbi városba egy-két órával hamarább érkezhessék dorbézolni, vagy otthon félbehagyott unalmát újra kezdeni. Hajtja a vármegyeházán dolgozni, melynek ő csak tömlöcéből részesülhet, – hogy a nemes vármegye fénye nevekedjék, s a Tekintetes magistratus nagyobb kényelemmel lakhassák. Végtére a kínos hét eltölt, a délesti harang szombaton nyugalmat hirdetve kondul meg, ő is letörli homlokáról izzadtságát, s legalább egy nap élni akar.

## Az úrbéri rendelet
Az 1351-es törvények nem terjedtek ki mindenre, pl. a robotmunka mennyiségére. Mivel a 18. századra az allódiumok jelentősen növekedtek, egységesebb szabályokat kellett hozni, ez volt az 1767-es ún. úrbéri pátens. Ez már pontosabban szabályozta a robot és az adók mennyiségét, egyben bizonyos könnyítéseket is jelentett.

## A jobbágyfelszabadítás
Nyugat-Európában a parasztok fokozatosan szabadultak meg feudális terheiktől, és váltak szabad bérlőkké vagy birtokosokká. Ezzel szemben Kelet- és Közép-Európában a feudális terhek fokozódása ment végbe a második vagy örökös jobbágyság kialakulásával. Itt intézményes lépésre, jobbágyfelszabadításra volt szükség a feudális terhektől való megszabaduláshoz.
Magyarországon 1848-ban a jobbágyfelszabadítás részben előnyt, részben hátrányt hozott a parasztságnak. Ugyan szabaddá tett mindenkit, de csak az úrbéri földek terheit törölte el, a rajtuk élő jobbágyokat tulajdonossá téve 1920-ig elhúzódó állami kárpótlás fejében, az allodiális földek jobbágyai viszont nincstelen parasztokká váltak. Megmaradtak a szőlőbirtokokat terhelő járulékok is. Ezekre is kiterjesztették ugyan még 1848–49-ben az állami megváltást, de az 1853-as úrbéri pátens ezt visszavonta és csak önkéntes megváltást tett lehetővé egy részükre. Végeredményben a korábbi jobbágyság mintegy 44%-a vált polgári földtulajdonossá – a teljes földterület 56%-át birtokolva, a többi a volt úri földbirtokosok kezén maradt –, 56%-uk pedig földnélküli zsellérré.

## Jobbágyok kötelezettségei
- Az általa bérelt föld művelése,
- állatok tartása,
- egyházi adó fizetése,
- a földesúri adó fizetése,
- robot: a földesúr földjének művelése,
- utak, hidak védőművek karbantartása,
- az első időszakban akár katonai szolgálat is.